# Centrale solaire photovoltaïque de Beaupouyet
La centrale solaire photovoltaïque de Beaupouyet  est une centrale solaire photovoltaïque située sur le lieu-dit La Croix à Beaupouyet, dans le département de la Dordogne en France. Le projet a été initié en 2009 et inauguré le 25 novembre 2017.
Conçue, réalisée et exploitée (pour trente ans) par la société Quadran (du groupe Direct Énergie), elle affiche une puissance-crête de 6,02 MWc avec 20 768 panneaux installés sur quatorze hectares. La production prévue est de 7 576 MWh/an, équivalente à la consommation domestique de 6 450 habitants, pour 1 239 h productibles annuelles ; elle permettra d'éviter le rejet d'environ 2 500 t de CO2.
La centrale solaire de La Croix comprend trois postes de transformation et un poste de livraison. Elle est pâturée par des brebis.